# Фактор внезапности

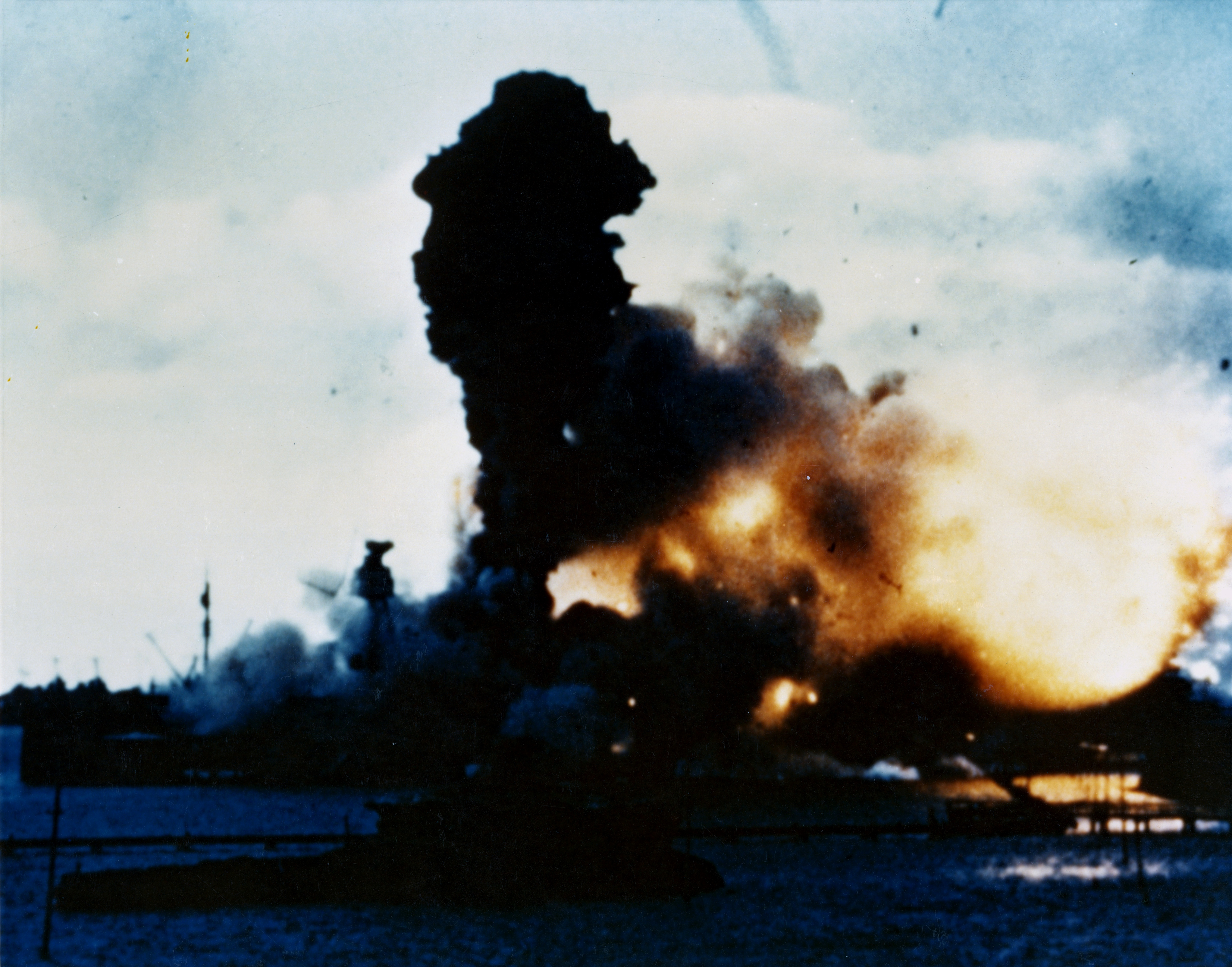
Пожар и взрыв на линкоре «Аризона» в результате неожиданного нападения японской авиации на Перл-Харбор

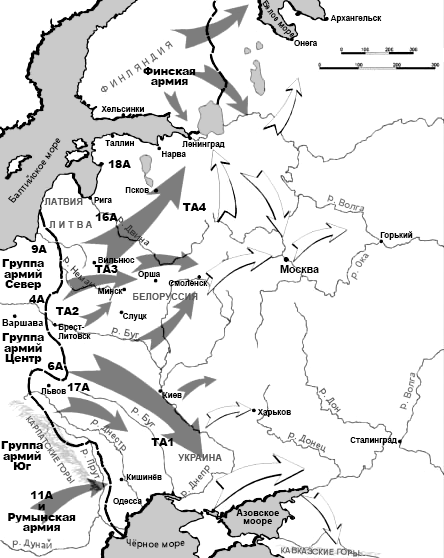
Стратегический наступательный план операции «Барбаросса»

Фактор внезапности или просто внезапность — один из ключевых принципов военного искусства, суть которого заключается в достижении успеха путём действий, которые имеют эффект неожиданности для противника. Использование фактора внезапности во многих ситуациях позволяет парализовать волю противника к сопротивлению, дезорганизовать управление войсками и нанести ему поражение даже при недостатке сил и средств. Очень часто внезапность воздействия ставит перед противником жёсткие временные рамки на ликвидацию возникших неравных условий, а при применении некоторых военных наработок (например — воздушных десантов) достижение внезапности является решающей предпосылкой успеха.
Тем не менее подчеркивается, что сама по себе внезапность совсем не гарантирует однозначное достижение успеха в войне, ибо в дополнение к ней требуется творческое военное планирование, адекватные боевым задачам огневые средства, людские ресурсы и даже, возможно, некоторый элемент удачи.

## Общие положения
Считается, что с развитием средств вооружений и систем боевой техники значение фактора внезапности неуклонно возрастает. При этом, с одной стороны, новейшие высокоэффективные средства разведки позволяют ограничивать достижение внезапности своевременно вскрывая намерения неприятеля, расположение его сил и направления их действий. С другой стороны, появление мощного, высокоточного и дальнобойного вооружения способствует достижению внезапности одновременным уничтожением в короткие сроки и на большую глубину важнейших объектов и элементов боевого порядка войск.
Как правило, эффект внезапности достигается через:
- сохранение в тайне своих планов и замыслов,
- введение в заблуждение противника относительно своих целей и намерений,
- скрытность расположения и состояния своих вооружённых сил,
- выбор неожиданных для противника районов сосредоточения основных усилий,
- быстроту маневрирования на поле боя и стремительностью действий,
- упреждение в нанесении ударов,
- неожиданное задействование новых боевых средств, вооружения и техники,
- использование неизвестных противнику способов боевых действий,
- использование географических особенностей местности, погоды, времени года и суток.

Вместе с тем, в некоторых работах подчеркивается, что нельзя путать возможность достичь эффекта неожиданности и способность воспользоваться достигнутыми результатами.
По мнению отечественных военных специалистов внезапность может быть тактической, оперативной и стратегической:
- стратегическая внезапность — достигается как в начале войны, так и в её ходе при проведении стратегических мероприятий; имеющийся опыт позволяет утверждать, что государства, подвергшиеся внезапному нападению часто не имели возможность полностью мобилизоваться к сопротивлению и терпели полное поражение, либо, утрачивая стратегическую инициативу, несли огромные потери в территориях, живой силе и технике.
- оперативная внезапность — способствует достижению успеха на уровне фронтовых и армейских операций,
- тактическая внезапность — достигается упреждением противника в открытии огня, скрытным занятием удобных позиций для атаки или контратаки, применением новых образцов оружия, новых приёмов и способов ведения боя, разнообразием в выстраивании оборонительных позиций и др.

## В уставах и служебной документации
Использование преимуществ фактора внезапности в разных армиях было формальным образом закреплено целым рядом основополагающих документов. Например, в германской армии боевой устав 1937 года «Вождение войск» подчёркивал важность скрытности всех войсковых манёвров и приоритетность сохранения своих намерений в секрете. В отечественной литературе отмечается, что немецкое командование умело и с творческим разнообразием реализовывало уставные рекомендации, грамотно организовывая дезинформацию противника и обеспечивая маскировку своих войск.
В американских вооружённых силах первое появление понятия внезапность связывают с влиянием опыта Первой мировой войны, благодаря которому этот принцип впервые вошёл в «Наставления по боевой подготовке войск» 1921 года. Опыт Второй мировой войны заставил американское командование в Полевом уставе 1941 года ещё более остро акцентировать внимание на значении внезапных действий на поле боя. С дальнейшей эволюцией в 1967 году в США был издан специальный устав PM-31-40, посвящённый тактической маскировке и введению противника в заблуждение.
В советских вооружённых силах способам достижения эффекта неожиданности уделялось много внимания в разных документах начиная с момента зарождения Красной Армии. К основополагающим работам можно отнести Полевой устав РККА 1929 года, Инструкции по глубокому бою 1935 года, проект Полевого устава 1943 года, Наставления по оперативной маскировке 1944 года и т.д.. Разбирая советское понимание фактора внезапности, зарубежные специалисты пришли к выводам, что оно несёт в себе военно-политический контекст и кардинальным образом отличается от взглядов западной военной школы. По их мнению, советское командование выводит свою концепцию внезапности из отечественного исторического опыта и, как следствие, она носит преимущественно наступательный характер, хотя не исключается и её применение в оборонительных операциях. При этом подчёркивается, что англоязычная лексика не всегда адекватно передаёт смысловые особенности русской военной терминологии.

## Исторические ремарки
Высокое значение фактора внезапности было отражено в высказываниях многих крупных военачальников, например:
Крупнейший фактор, влияющий на успешность проведения операций, есть достижение оперативной и тактической внезапности. Внезапность достигается главным образом через два элемента: обман противника и стремительность действий.Г. К. Жуков
Систематизируя накопленный опыт гражданской войны М. В. Фрунзе писал:  
Должно быть ясно, что сторона, держащая инициативу, сторона, имеющая в своём распоряжении момент внезапности, часто срывает волю противника и тем самым создаёт благоприятные для себя условия.М. В. Фрунзе
Большое значение эффекту неожиданности придавалось и зарубежными военными деятелями: 
Царивший с незапамятных времён в военном искусстве захват врасплох, сданный одно время в архив, поскольку силе не хватало стремительности, вновь обретает свою базу, а следовательно и своё значение.Шарль Де Голль